# Anastasija Griszakowa
Anastasija Pietrowna Griszakowa (ros. Анастасия Петровна Гришакова, ur. 1908 w Pawłowskim Posadzie, zm. ?) – radziecka polityk.
Od 1929 należała do WKP(b), do 1937 studiowała w Moskiewskim Instytucie Cienkiej Technologii Chemicznej, od 1937 do kwietnia 1938 była pracownikiem naukowym, później sekretarzem Biura WKP(b) w tym instytucie. Od kwietnia do września 1938 sekretarz Biura WKP(b) fabryki "Kauczuk" w Moskwie, od września 1938 do lipca 1939 sekretarz Prezydium Rady Moskiewskiej, od 21 lipca 1939 do stycznia 1943 ludowa komisarz ubezpieczeń społecznych RFSRR.